# Kvinderegensen
Kvinderegensen er et kollegium fra 1931-1932 for studerende på Amager Boulevard i København. Siden 1978 har mandlige studerende også kunne optages.
Bygningen blev tegnet af arkitekten Helge Bojsen-Møller, og værelserne blev indrettet af arkitekten Rigmor Andersen.